# Tarumania
Se trata de um gênero de peixe pertencente à família Tarumaniidae.

## Espécies
- Tarumania walkerae[1]